# Mandera
Mandera – miasto w Kenii, położone na północno-wschodnim krańcu kraju, nad rzeką Dawa, w pobliżu granic z Etiopią i Somalią. Stolica hrabstwa Mandera. W 2019 roku miało 114,7 tys. mieszkańców.